# Red en árbol
La red en árbol es una topología de red en la que los nodos están colocados en forma de árbol. Desde una visión topológica, es parecida a una serie de redes en estrella interconectadas salvo en que no tiene un concentrador central. En cambio, tiene un nodo de enlace troncal, generalmente ocupado por un hub o switch, desde el que se ramifican los demás nodos. Es una variación de la red en bus, el fallo de un nodo no implica una interrupción en las comunicaciones. Se comparte el mismo canal de comunicaciones.
La topología en árbol puede verse como una combinación de varias topologías en estrella. Tanto la de árbol como la de estrella son similares a la de bus cuando el nodo de interconexión trabaja en modo difusión, pues la información se propaga hacia todas las estaciones, solo que en esta topología las ramificaciones se extienden a partir de un punto raíz (estrella), a tantas ramificaciones como sean posibles, según las características del árbol.
Los problemas asociados a las topologías anteriores radican en que los datos son recibidos por todas las estaciones sin importar para quién vayan dirigidos. Es entonces necesario dotar a la red de un mecanismo que permita identificar al destinatario de los mensajes, para que estos puedan recogerlos a su arribo. Además, debido a la presencia de un medio de transmisión compartido entre muchas estaciones, pueden producirse interferencia entre las señales cuando dos o más estaciones transmiten al mismo tiempo. Es la mejor topología de red que existe y con ella los datos fluyen de una manera más rápida que en los otros tipos de topologías de red.

## Desventajas de Topología de Árbol
- Se requiere mucho cable.
- Es poco fiable para las empresas distribuidas.
- La medida de cada segmento viene determinada por el tipo de cable utilizado.
- Si se cae el segmento principal todo el segmento también cae.
- Es más difícil su configuración.
- Si se llegara a desconectar un nodo, todos los que están conectados a él se desconectan también.

## Ventajas de Topología de Árbol
- Cableado punto a punto para segmentos individuales.
- Soportado por multitud de vendedores en software y de hardware.
- Facilidad de resolución de problemas.
- Mucho más rápida que otra.

## Características
En la topología de árbol cada computadora tiene una conexión directa a un concentrador y también cada parte de la red se encuentra conectada a un cable principal.
En este tipo de red se realiza un cableado punto a punto para cada segmento individual y por eso puede admitir varios proveedores de software y hardware. Sin embargo, si la red troncal central falla, toda la red deja de funcionar.
Cada dispositivo en un nivel jerárquico tiene enlaces punto a punto con cada nodo adyacente en su nivel inferior.
Todos los nodos del segundo nivel tienen conexiones punto a punto con los nodos del tercer nivel en su jerarquía, y el dispositivo primario tiene una conexión punto a punto con cada nodo del segundo nivel. Cuando se ve un diagrama de esta topología, esta configuración parece similar a la estructura de un árbol.
- Datos: Q3752276